# Tomáš Máder
Tomáš Máder (Praga, 18 de abril de 1974) é um canoísta de slalom checo na modalidade de canoagem.

## Carreira
Foi vencedor da medalha de bronze em slalom C-2 em Sydney 2000, junto com o seu colega de equipa Marek Jiras.